# Гассеев, Ибрагим Алимбегович
Ибрагим Алимбегович Гассеев (род. 30 августа 1978) — министр Республики Южная Осетия по делам гражданской обороны, чрезвычайных ситуаций и ликвидации последствий стихийных бедствий с 22 ноября 2022 года. Министр обороны Республики Южная Осетия с 16 сентября 2016 по 25 февраля 2022 года, генерал-лейтенант Вооружённых сил Республики Южная Осетия.

## Биография
Родился 30 августа 1978 года. Окончил Юго-Осетинский государственный университет в 2000 году по специальности «Физическая культура» и в 2013 году по специальности «Юриспруденция». Также окончил Военную академию Генерального штаба ВС РФ в 2012 году (программа профессиональной переподготовки иностранных специалистов военной безопасности) и РАНХИГС в 2015 году (магистратура, факультет «Национальная безопасность»).
Призван в ряды Вооружённых сил Республики Южная Осетия в 1996 году, после приведения к военной присяге и прохождения курса молодого бойца направлен для прохождения службы в роту специального назначения Министерства по чрезвычайным ситуациям и обороне Республики Южная Осетия. Занимал должности командира взвода, заместителя командира и командира роты специального назначения, командира отдельного разведывательного батальона, также был исполняющим обязанности Министра обороны и чрезвычайных ситуаций Республики Южная Осетия.
В 2004—2009 годах — депутат Парламента Республики Южная Осетия IV созыва. В 2008 году в должности первого заместителя министра обороны участвовал в войне против Грузии.
16 сентября 2016 года указом Президента Южной Осетии № 224 назначен министром обороны страны: предшественник, Валерий Яхновец, ушёл в отставку 24 декабря 2015 года по собственному желанию, а Бибилов до этого времени занимал пост исполняющего обязанности министра. В апреле 2017 года снова назначен исполняющим обязанности министра в связи с тем, что кабинет министров сложил с себя полномочия после президентских выборов. 19 июля 2018 года снова назначен министром обороны Республики Южная Осетия. 25 февраля 2022 года освобождён от должности министра обороны.
Женат, есть трое детей.

## Награды
Отмечен следующими государственными наградами:
- Орден «Уацамонга» (20 сентября 2008)
- Медаль «Защитнику Отечества» (17 февраля 2005)
- Медаль «За боевые заслуги» (7 июня 2006)
- Медаль «10 лет Вооруженных Сил РЮО» (22 февраля 2003)
- Медаль «В ознаменование 25-летия Республики Южная Осетия» (14 сентября 2015)
- Медаль «За воинскую доблесть» (11 октября 2012)
- Медаль «За боевые заслуги» (20 февраля 2015)
- Орден Дружбы (24 ноября 2021) — за большой вклад в развитие российско-югоосетинского военного и военно-технического сотрудничества[7]